# Sénat Sieling
Brême
Böhrnsen III Bovenschulte I
Le sénat Sieling (en allemand : Senat Sieling) est le gouvernement du Land de Brême du 15 juillet 2015 au 15 août 2019, durant la dix-neuvième législature du Bürgerschaft.

## Coalition et historique
Dirigé par le nouveau président du Sénat social-démocrate Carsten Sieling, ce gouvernement est constitué et soutenu par une coalition rouge-verte entre le Parti social-démocrate d'Allemagne (SPD) et l'Alliance 90 / Les Verts (Grünen). Ensemble, ils disposent de 44 députés sur 83, soit 53 % des sièges du Bürgerschaft.
Il est formé à la suite des élections législatives locales du 10 mai 2015.
Il succède donc au troisième sénat du social-démocrate Jens Böhrnsen, constitué et soutenu par une majorité parlementaire identique.
Au cours du scrutin, le SPD confirme sa position de premier parti du Land, mais enregistre un recul de 6 sièges, tandis que les Grünen perdent leur deuxième place avec un recul de 7 députés. Bien qu'ayant perdu un total de 13 mandats, la coalition conserve sa majorité absolue avec 5 élus d'avance sur l'ensemble des autres forces politiques.
Au pouvoir depuis octobre 2005 et chef de file social-démocrate pour ces élections, Böhrnsen renonce à exercer un quatrième mandat consécutif, du fait du mauvais résultat enregistré et des critiques consécutives.
Le SPD lui choisit alors comme successeur le député fédéral Carsten Sieling, ancien président du groupe parlementaire au Bürgerschaft. Celui-ci décide alors le maintien de la coalition avec les écologistes.

## Composition

### Initiale (15 juillet 2015)
- Les nouveaux sénateurs sont indiqués en gras, ceux ayant changé d'attributions en italique.

| Fonction | Nom | Nom               | Parti  |
| --- | --- | ----------------- | ------ |
| Président du Sénat Sénateur pour les Affaires ecclésiastiques Sénateur pour les Affaires fédérales et européennes Sénateur pour la Culture |     | Carsten Sieling   | SPD    |
| Vice-présidente du Sénat Sénateur pour les Finances                                                                                        |     | Karoline Linnert  | Grünen |
| Sénateur pour l'Intérieur |     | Ulrich Mäurer     | SPD    |
| Sénateur pour la Justice et la Constitution Sénateur pour l'Économie, le Travail et les Ports                                              |     | Martin Günthner   | SPD    |
| Sénateur pour l'Enfance et l'Éducation |     | Claudia Bogedan   | SPD    |
| Sénateur pour les Affaires sociales, la Jeunesse, les Femmes, l'Intégration et les Sports                                                  |     | Anja Stahmann     | Grünen |
| Sénateur pour l'Environnement, les Travaux publics et les Transports                                                                       |     | Joachim Lohse     | Vert   |
| Sénateur pour la Science, la Santé et la Protection des consommateurs                                                                      |     | Eva Quante-Brandt | SPD    |
| Représentant auprès du gouvernement fédéral et de l'Union européenne                                                                       |     | Ulrike Hiller     | SPD    |